# Ports de Stockton
Les Ports de Stockton, (en anglais : Stockton Ports) , sont une équipe de baseball évoluant en California League (A-Advanced) dans la ville de Stockton en Californie. Les matchs à domicile se jouent au Bannier Island Ballpark.